# Torneio Internacional de Hóquei em Patins de Macau de 2016
O Torneio Internacional de Hóquei em Patins de Macau foi uma competição de hóquei em patins com a participação das seleções do continente Asiático, Europeu e da Oceania para celebrar o 33º aniversário da Associação de Patinagem de Macau. A competição foi realizada entre os dias de 23 e 27 de Março de 2016, a organização foi de responsabilidade da Associação de Patinagem de Macau. E teve como grande propósito celebrar uma nova era para a selecção do território que, após todo o sucesso conquistado na Ásia, onde tem um palmarés incomparável.

## Resultados
Jornada 1 - 23/03/2016
23/03/2016 07:00  Taiwan 4 - 7  GD Sesimbra
23/03/2016 10:30  Southern Stars 4 - 6  País Basco
23/03/2016 13:00  Japão 6 - 9  Macau
Jornada 2 - 24/03/2016
24/03/2016 07:00  País Basco 7 - 0  Taiwan
24/03/2016 10:30  GD Sesimbra 4 - 3  Japão
24/03/2016 13:00  Macau 5 - 3  Southern Stars
Jornada 3 - 25/03/2016
25/03/2016 07:00  Japão 0 - 6  País Basco
25/03/2016 10:30  Southern Stars 8 - 1  Taiwan
25/03/2016 13:15  Macau 6 - 5  GD Sesimbra
Jornada 4 - 26/03/2016
26/03/2016 07:00  Southern Stars 6 - 6  Japão
26/03/2016 11:00  Taiwan 4 - 10  Macau
26/03/2016 13:15  País Basco 4 - 3  GD Sesimbra
Jornada 5 - 27/03/2016
27/03/2016 08:15  Japão 4 - 2  Taiwan
27/03/2016 11:00  GD Sesimbra 5 - 3  Southern Stars
27/03/2016 12:30  Macau 3 - 4  País Basco

## Classificação final
| Pos. | País           | Pontos |
| ---- | -------------- | ------ |
| 1.   | País Basco     | 15     |
| 2.   | Macau          | 12     |
| 3.   | GD Sesimbra    | 9      |
| 4.   | Southern Stars | 4      |
| 5.   | Japão          | 4      |
| 6.   | Taiwan         | 0      |